# Bruno Kernen (1961)
Pour les articles homonymes, voir Bruno Kernen (homonymie).
Bruno Kernen, né le 25 mars 1961 à Schönried, est un skieur alpin suisse. Il ne doit pas être confondu avec son cousin éloigné qui se nomme également Bruno Kernen né en 1972. Il ouvert un hôtel dans son village depuis sa retraite.

## Coupe du monde
- Meilleur résultat au classement général : 22e en 1983
  - 1 victoire : 1 descente

### Saison par saison
- Coupe du monde 1983 :
  - Classement général : 22e
    - 1 victoire en descente : Kitzbühel I
- Coupe du monde 1984 :
  - Classement général : 28e
- Coupe du monde 1985 :
  - Classement général : 23e
- Coupe du monde 1986 :
  - Classement général : 48e

## Arlberg-Kandahar
- Meilleur résultat : 7e place dans la descente 1985 à Garmisch